# (1105) Fragaria
(1105) Fragaria és un asteroide que forma part del cinturó d'asteroides i va ser descobert l'1 de gener de 1929 per Karl Wilhelm Reinmuth des de l'observatori de Heidelberg-Königstuhl, a Alemanya.
Inicialment va rebre la designació de 1929 AB. Més endavant va ser nomenat pel gènere de les maduixes, una planta de la família de les rosàcies.
Fragaria està situat a una distància mitjana de 3,009 ua del Sol, podent acostar-se fins a 2,692 ua i allunyar-se'n fins a 3,327 ua. La seva excentricitat és 0,1055 i la inclinació orbital 10,97°. Empra 1907 dies a completar una òrbita al voltant del Sol. Fragaria forma parte de la familia asteroidal d'Eos.